# الانتخابات البرلمانية العراقية (1958)
أجريت الانتخابات البرلمانية في العراق في 5 مايو 1958 لانتخاب أعضاء مجلس النواب . وكانت هذه آخر انتخابات في العراق الملكي. قرر ائتلاف المعارضة الرئيسي، جبهة الاتحاد الوطني، مقاطعة الانتخابات تضامنًا مع حزب البعث والحزب الشيوعي اللذان حظرهما نوري السعيد. لذا فاز المرشحون المؤيدون للحكومة بـ 140 مقعدًا من أصل 145 مقعدًا، بينما فاز المرشحون المستقلون بالمقاعد الخمسة المتبقية. ولم يستمر البرلمان الجديد سوى شهرين فقط. في 14 يوليو/ تموز أطيح بالحكومة الملكية في انقلاب عسكري، على يد عبدالكريم قاسم، ليكون هذا آخر برلمان عراقي حتى سنة 2004.